# Arthur Weisweiller
Pour les articles homonymes, voir Weisweiller.
Arthur Léopold Weisweiller, né le 14 juin 1877 à Ville-d'Avray (Seine-et-Oise) et mort le 15 octobre 1941 à Antibes (Alpes-Maritimes), est un banquier français, collectionneur et propriétaire d’écuries de courses, fondateur en 1935 de l'École Maïmonide. Il est membre du Consistoire central israélite de France, dont son beau-frère, Jacques Helbronner, sera le président pendant l'occupation (1940-1943).

## Biographie
Arthur Weisweiller est né le 14 juin 1877 à Ville-d'Avray. Il est le fils du banquier Charles Léopold Weisweiller (créateur de la Banque Charles Weisweiller) et de Berthe Amélie Fould (tante de René Fould). Il est le frère de Jeanne Heilbronner et de Léopold David Weisweiller. Jeanne est l'épouse du conseiller d'État Jacques Helbronner, ami du maréchal Pétain et président du Consistoire central, et est déportée avec son mari par le convoi no 62 du 20 novembre 1943 du camp de Drancy à Auschwitz et tous deux meurent dans les chambres à gaz à leur arrivée le 23 novembre 1943.
Il épouse Betty Rachel Julie Deutsch de la Meurthe, née le 19 novembre 1887 à Paris, le 7 mai 1907 dans le 16e arrondissement de Paris. Elle est la fille d'Henry Deutsch de la Meurthe et de Marguerite Ida Caroline Raba.
Leur fils Alexandre (dit Alec) Weisweiller épouse Francine Weisweiller.
Il suit ses études à l'École polytechnique (1897).

### Membre du Consistoire central
Arthur Weisweiller est membre du Consistoire central israélite de France.

### Fondateur de l'École Maïmonide
Arthur Weisweiller est recruté par Marcus Cohn pour fonder l'École Maïmonide (Boulogne-Billancourt). C'est le premier établissement secondaire juif de France, l’école fut créée en 1935, à l’initiative du Consistoire. Marcus Cohn est le directeur du collège et Arthur Weisweiller le président de l'association Maïmonide.

### Déportation et mort à Auschwitz de Betty Rachel Julie
Veuve depuis 1941, elle est déportée du Camp de Drancy vers Auschwitz par le Convoi No. 60, en date du 7 octobre 1943. Elle arrive à Auschwitz le 10 octobre 1943 et meurt trois jours plus tard.

## Collectionneur
Pierre Rosenberg note qu'Arthur Weisweiller est un grand collectionneur.

## Villa L'Altana à Antibes
Raoul Dufy en 1928 réalise des décorations murales pour le salon, de la villa d'Arthur Weisweiller sur les hauteurs d'Antibes, L'Altana,,,.

## Décorations
- Chevalier de la Légion d'honneur
- Récipiendaire de l'ordre de Sainte-Anne

## Honneurs
- Il existe une avenue Weisweiller à Antibes[6].